# Seweryna (cesarzowa)

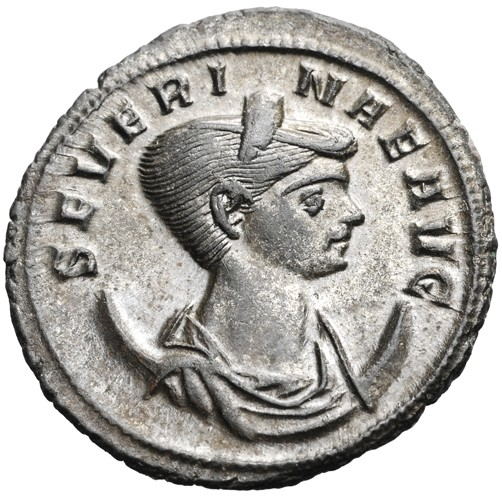

Seweryna, Ulpia Severina (kon. III wieku n.e.) – cesarzowa rzymska 274–275, małżonka cesarza Aureliana, później krótkotrwała regentka.
Współczesna hipoteza uznaje ją za córkę wodza Ulpiusa Crinitusa, postaci wymienianej przez Historia Augusta (Boski Aurelian 10-11, 13), zgodnie z którą miał on również adoptować Aureliana (Boski Aurelian 14,4–15,2). Ze związku z imperatorem miała córkę nieznanego imienia. Jesienią 274 uzyskała tytuł augusty; nosiła także używany przez niektóre poprzednie cesarzowe, honorowy tytuł mater castrorum et senatus et patriae. Sprawowała władzę w okresie ok. dwumiesięcznego interregnum po zamordowaniu cesarza. 
Słabo uwzględniona w źródłach pisanych (wiadomości przede wszystkim z inskrypcji i materiału numizmatycznego); jej obecność i rolę zasadniczo poświadczają emisje monet pochodzące z okresu panowania jej męża oraz jej samej jako sprawującej krótkotrwałą regencję. Po śmierci Aureliana była zapewne jedyną kobietą samodzielnie panującą w niepodzielonym jeszcze cesarstwie rzymskim.